# Hegyhátsál
Hegyhátsál (em alemão: Schaal) é um município da Hungria, situado no condado de Vas. Tem 4,58 km² de área e sua população em 2015 foi estimada em 154 habitantes.